# أليكس غريفز
أليكسندر جون «أليكس» غريفز (بالإنجليزية: Alex Graves)‏ (ولد 23 يوليو 1965) هو مخرج أفلام، ومخرج تلفزيوني، وكاتب سيناريو، ومنتج تلفزيوني أمريكي.

## المسيرة المهنية
بدأ غريفز عمله على التلفزيون بإخراج حلقات مسلسل آلي مكبيل، وSports Night وذا براكتيس.
يُعرف غريفز بعمله على إخراج 34 حلقةً من مسلسل الجناح الغربي، حيث عَمِل مخرجًا، ومنتجًا، ومنتجًا مُشرفًا، ومساعد منتج منفذ، وأخيرًا منتجًا منفذًا. فاز بجائزتي الإيمي برايم تايم لإنتاجه لهذه السلسلة.
أيضًا قام غريفز بإخراج ست حلقاتٍ من مسلسل شبكة إتش بي أو صراع العروش.

## وصلات خارجية
- أليكس غريفز على موقع IMDb (الإنجليزية)
- أليكس غريفز على موقع ألو سيني (الفرنسية)
- أليكس غريفز على موقع أول موفي (الإنجليزية)
- أليكس غريفز على موقع قاعدة بيانات الأفلام السويدية (السويدية)
- أليكس غريفز على موقع قاعدة بيانات الفيلم (الإنجليزية)
- أليكس غريفز على موقع كينوبويسك (الروسية)